# Peltonychia posteumicola
Peltonychia posteumicola is een hooiwagen uit de familie Travuniidae.